# Priesterseminar Hildesheim

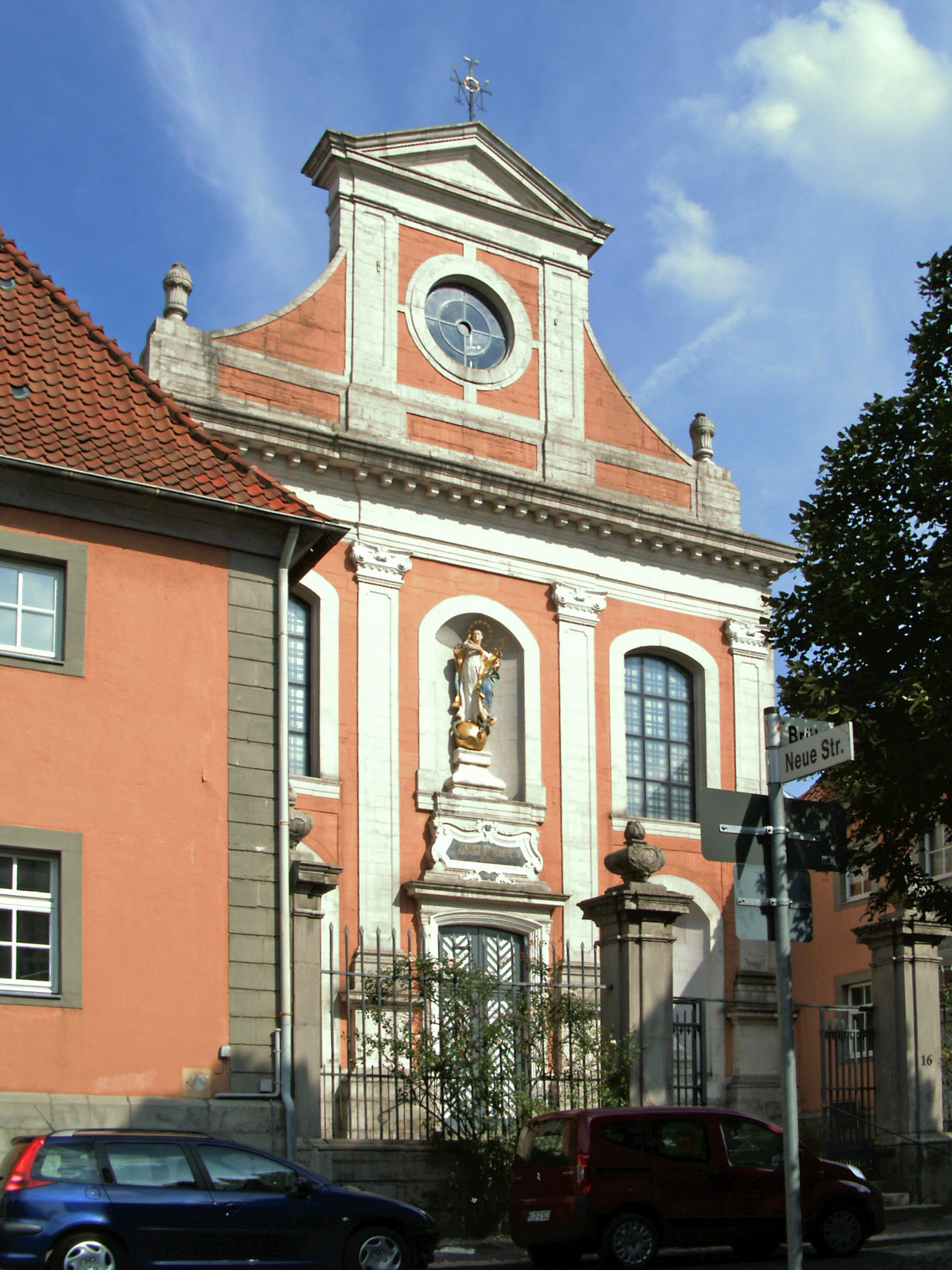
Fassade der Seminarkirche; davor das frühere Haupttor des Lüchtenhofs am Brühl

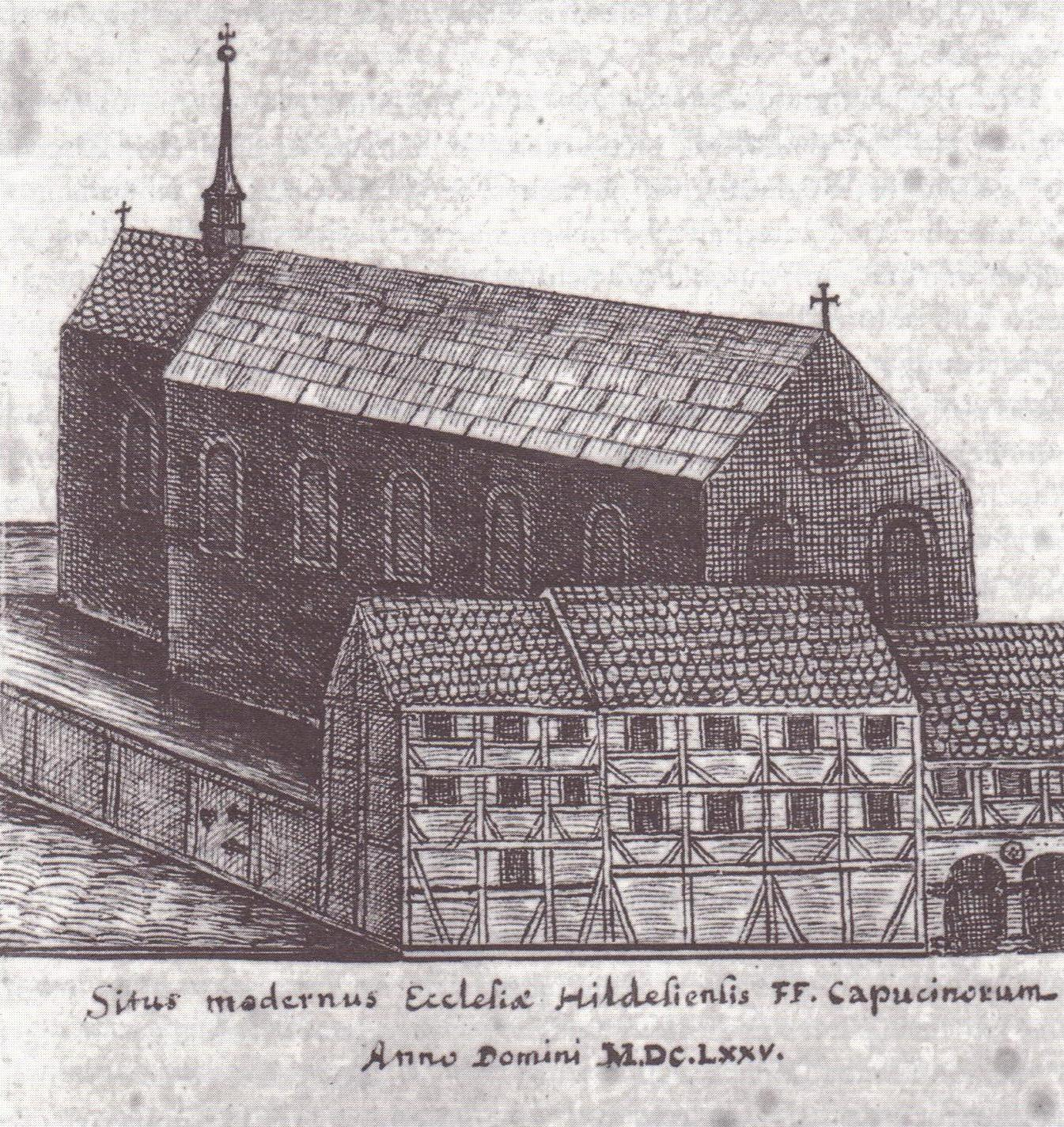
Das Kapuzinerkloster 1675

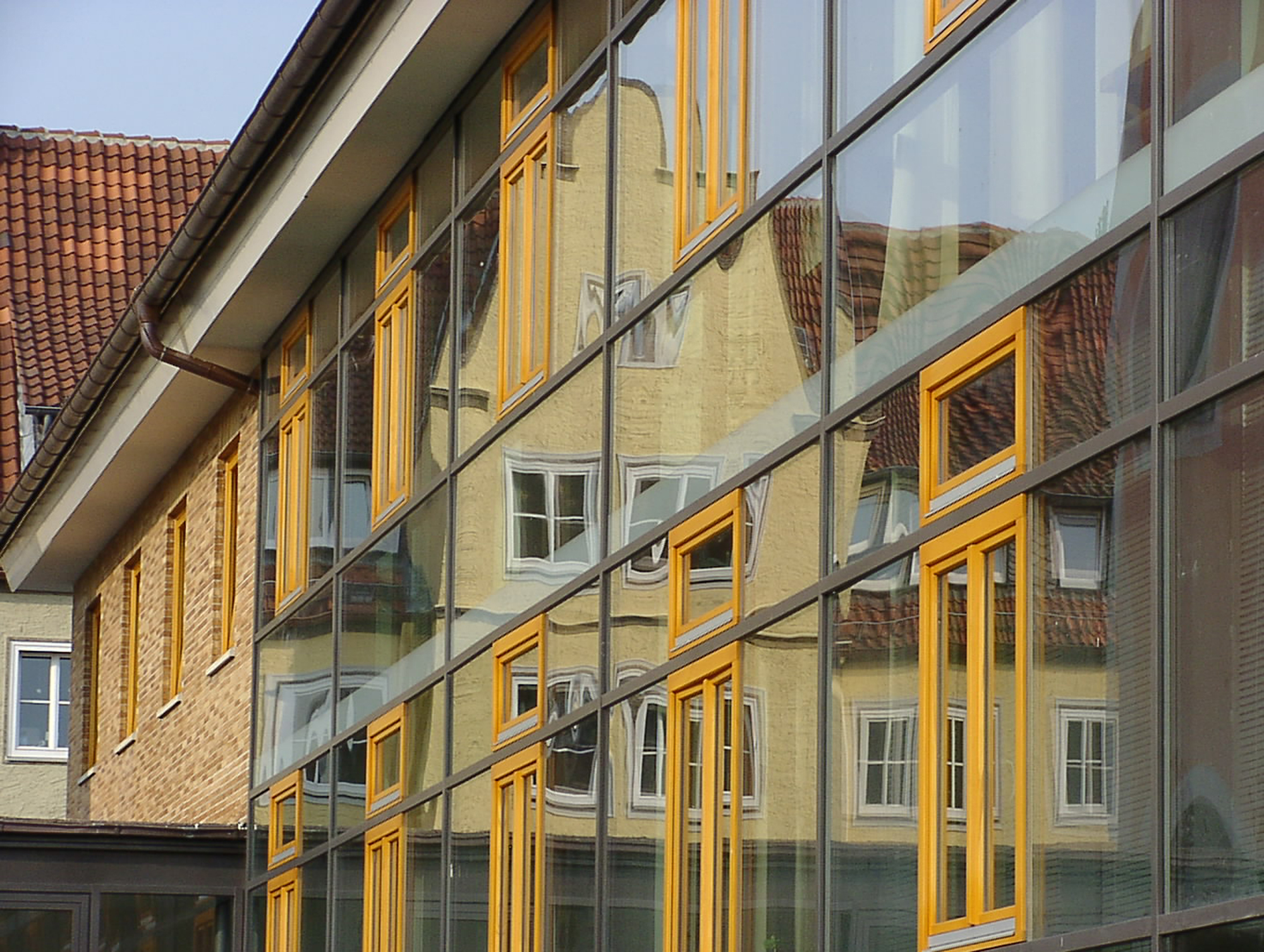
Glasfassade des Tagungshauses (2005)

Das Priesterseminar Hildesheim war das Priesterseminar des Bistums Hildesheim und ist heute als Tagungshaus Priesterseminar eine diözesane Bildungsstätte. Es befindet sich auf dem Lüchtenhof, einem historischen Klostergrundstück an der Kreuzung Brühl–Neue Straße in der südlichen Altstadt von Hildesheim.

## Lüchtenhof
Die erste urkundliche Erwähnung des Lüchtenhofs („Lichterhof“) im ursprünglich sumpfigen Südostwinkel der ummauerten Altstadt stammt aus dem Jahr 1321. Der jeweilige Besitzer hatte die Pflicht, dem Dom die Kerzen für die marianischen Festprozessionen zu stellen. Daran erinnert bis heute das Patrozinium der Seminarkirche Mariä Lichtmess. 1440 gehörte das Anwesen der Kommunität der Domvikare und Dompropst Eckhard von Hahnensee.

## Fraterherren (1443–1604)
Seit den 1430er Jahren plante die junge Bewegung der Brüder vom gemeinsamen Leben (später „Fraterherren“ genannt) unter Führung von Gottfried Borninck eine Niederlassung in Hildesheim. Nach zwei Provisorien konnten sie 1443 den Lüchtenhof beziehen und 1444/46 Grundstück und Gebäude kaufen. Durch verschiedene Baumaßnahmen, darunter die Errichtung einer Kirche mit Krypta und eines Skriptoriums, passten sie das Anwesen ihren Bedürfnissen an.
Erster Rektor in Hildesheim war Bernhard von Büderich († 1457); zu den bedeutendsten Konventualen gehörte Peter Dieburg († 1494), der eine bemerkenswerte Chronik verfasste. Die Fraterherren wirkten hier wie überall vor allem durch Herstellung und Verbreitung von Büchern sowie durch Predigt und Seelsorge im Geist der Devotio moderna. Der Hildesheimer Konvent wandte sich gegen die in anderen Niederlassungen der Brüder bestehende Tendenz, das Leben mehr und mehr nach klösterlichem Vorbild zu gestalten.
Im 16. Jahrhundert wurde den Fraterherren durch den Buchdruck die wirtschaftliche Grundlage entzogen. Gleichzeitig verringerte die Reformation im Umland und in der Stadt Hildesheim ihren Einfluss, wenn auch die Klöster und Konvente in der Bischofsstadt nicht aufgehoben wurden. 1604 wurde der Lüchtenhof gegen Wohnrecht und Unterhalt für die letzten beiden Brüder dem bischöflichen Stuhl überlassen. Ernst II. richtete in den Gebäuden ein Alumnat für bedürftige Schüler des Jesuitengymnasiums ein.

## Kapuziner (1631–1812)
Gegen den Willen des Domkapitels übergab Bischof Ferdinand 1631/38 den Lüchtenhof dem franziskanischen Kapuzinerorden. Wieder kam es zu umfangreichen Bauerhaltungs- und Baumaßnahmen. 1662 wurde die neue Klosterkirche errichtet, deren Grundriss dem der heutigen Seminarkirche entspricht. Bauleiter war der Chronist des Klosters Pater Polycarp († 1684), von dem auch die älteste überlieferte Abbildung des Lüchtenhofs aus dem Jahr 1675 stammt. Die Kapuziner widmeten sich der Volkspredigt und Seelsorge.
Im Mai 1761 brach auf dem Klostergelände ein Brand aus, der die Kirche und ihre Anbauten schwer beschädigte. Unter anderem wurde ein großer Teil der Bibliothek vernichtet. Bis 1772 wurde auf den alten Grundmauern eine neue Barockkirche erbaut.
1812 – wegen der Seelsorgstätigkeit der Kapuziner verhältnismäßig spät – wurde das Kloster durch die königlich-westphälische Regierung aufgehoben.

## Priesterseminar
In Ausführung der Vereinbarungen zwischen dem Heiligen Stuhl und dem jungen Königreich Hannover (Impensa Romanorum Pontificum 1824) wurden auf dem Lüchtenhof 1834 das Priesterseminar und die philosophisch-theologische Lehranstalt für den Priesternachwuchs des neu umschriebenen Bistums Hildesheim eingerichtet. Im Bismarckschen Kulturkampf wurde das Seminar 1873 geschlossen und erst 1887 ohne die Fakultät wieder eröffnet.
Beim Luftangriff auf Hildesheim am 22. März 1945 brannte die Seminarkirche aus. Die übrigen Gebäude aus dem 17. und 18. Jahrhundert blieben weitgehend erhalten.
In den 1960er-Jahren wurde das Seminar um einen Neubau östlich der Klostergebäude an der Neuen Straße erweitert. Alt- und Neubau wurden in den 1990er-Jahren tiefgreifend umgestaltet und zu einem modernen Tagungshaus ausgebaut. Der letzte Umbau u. a. mit einer neuen Glasfassade entstand 2001–2002 nach Plänen der Braunschweiger Architekten Brukhardt+Schumacher.
Außerdem beherbergen die Gebäude seither die diözesane Arbeitsstelle für pastorale Fortbildung und Beratung.
Die theologische Ausbildung der Priesteramtskandidaten des Bistums Hildesheim findet nicht mehr in Hildesheim statt, sondern an der Philosophisch-Theologischen Hochschule Sankt Georgen in Frankfurt am Main. Die pastorale Ausbildung der Seminaristen ist im Priesterseminar Hamburg. Der Regens und der Spiritual der Studierenden wohnen weiterhin in Hildesheim. Das Gebäude wird heute ausschließlich für Tagungen und Fortbildungen genutzt.

## Kirche

### Barockbau
Die Seminarkirche präsentiert sich von außen in den Formen des Hochbarock. Sie ist eine Saalkirche mit eingezogenem Rechteckchor. Die rötlich verputzten Wandflächen sind vor allem an der zweigeschossigen, giebelbekrönten Portalfassade durch weiße Lisenen, Laibungen und Architrave gegliedert. In drei halbrunden Nischen stehen über dem Portal eine Statue Marias als Immaculata, zu den Seiten die Heiligen Franz von Assisi und Antonius von Padua.

### Innengestaltung

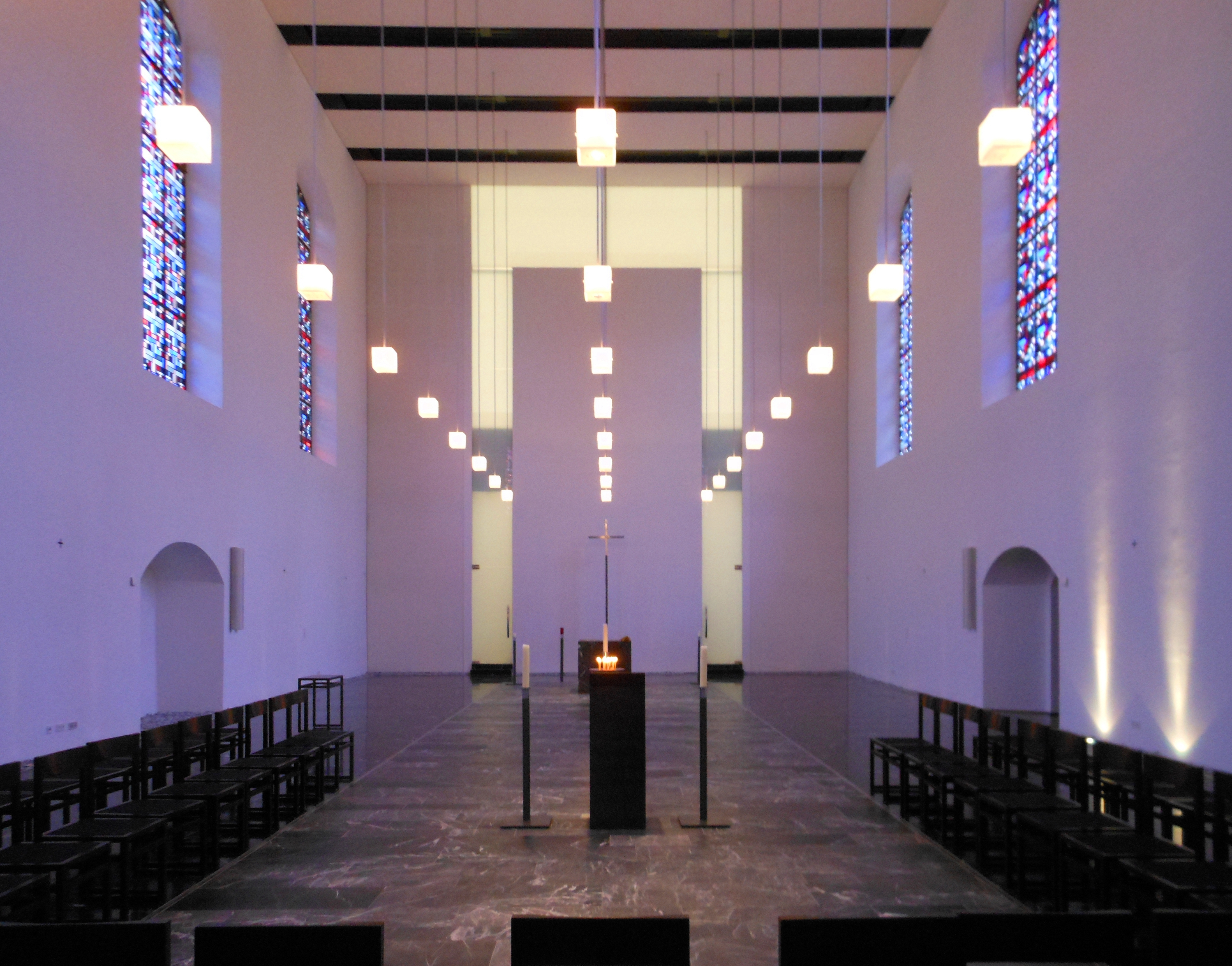
Seminarkirche, Inneres (2013)

Die barocke Innenausstattung der Seminarkirche war 1945 vernichtet worden. Beim Wiederaufbau wurde der Raum im Stil der 1960er-Jahre gestaltet. Dabei wurde der Chor abgetrennt und zur Sakramentskapelle umgewandelt. Als in den 2000er-Jahren eine Grundsanierung erforderlich wurde, begannen Planungen für eine Neugestaltung, die der Liturgiefeier mit Gruppen entgegenkommt und liturgische Akzente des Zweiten Vatikanischen Konzils erfahrbar macht. Die Arbeiten wurden ab November 2009 nach Plänen des Diözesan- und Dombaumeisters Norbert Kesseler und Martin Spatz durch das Architekturbüro Pape & Kost GbR aus Hiddestorf ausgeführt und 2010 mit der Weihe des neuen Altars abgeschlossen.
Die Seminarkirche wurde als Weg-Raum entlang einer Achse aufgefasst, auf der Weihwasserbecken, Ambo und Altar auf gleicher Ebene die Stationen eines Geschehens bilden. Statt fester Bänke gibt es eine begrenzte Anzahl beweglicher Sitze. Der dunkle Boden kontrastiert zum Weiß der Wandflächen. Außer Kreuz, Osterleuchter, der alten Pietà und einer torartigen Gestaltung der Ostwand enthält der Raum keine Bilder und Symbole. Nur die Buntglasfenster bringen bei Lichteinfall einen farblichen Akzent. Umso stärker sprechen in ihm die Zeichen und Gesten der Liturgie und die Präsenz der versammelten Personen.